# Imane Khalifeh
Imane Khalifeh (Beyrouth, 1955 - Beyrouth, 1995) est une militante pacifiste libanaise, diplômée en psychologie de l'enfant. 

## Biographie
En 1975, Imane Khalifeh est puéricultrice à Beyrouth  lorsque la guerre civile éclate. Cette guerre affecte la vie de presque tout le monde dans le pays.
En avril 1984, Imane Khalifeh, alors membre de l'Institut d'Études féminines du Monde arabe, développe l'idée d'une marche pour la paix, par laquelle la majorité silencieuse du peuple libanais exprimerait sa protestation et son rejet de la guerre civile. La plupart des quotidiens de Beyrouth ont publié le poème Marche pour la paix du 6 mai d'Imane Khalifeh, appelant à cette action, qui contient la ligne obsédante : « Laissez-nous sortir de notre peur et marchons ensemble ». 
Le 6 mai 1984, les deux parties musulmane et chrétienne de la ville devaient se rejoindre au musée ou ligne de démarcation. Mais la marche fut arrêtée par un bombardement qui se solda par de nombreuses victimes.
Une pétition fut lancée et recueillit plus de 70 000 signatures.
Imane Khalifeh a continué à travailler pour la paix au Liban, jusqu'en 1989, date à laquelle elle s'exile à Paris.

## Reconnaissance
Imane Khalifeh est récipiendaire du prix Nobel alternatif en 1984, « pour avoir suscité et organisé le mouvement de paix de Beyrouth ».

## Citation
"Il y a des siècles, Spinoza a déclaré : « La paix n'est pas l'absence de guerre mais une disposition à la bienveillance, la vérité et la justice », cette définition montre à quel point l'individu peut se réaliser dans sa vie quotidienne au nom de la paix".  Discours d'acceptation du 9 décembre 1984